# Anisodontea anomala
Anisodontea anomala là một loài thực vật có hoa trong họ Cẩm quỳ. Loài này được (Link & Otto) D.M.Bates mô tả khoa học đầu tiên năm 1969.